# Velika Lešnica
 Velika Lešnica  falu Horvátországban, a Tengermellék-Hegyvidék megyében. Közigazgatásilag Delnicéhez tartozik.

## Fekvése
Fiumétól 35 km-re, községközpontjától 6 km-re északkeletre, a horvát Hegyvidék középső részén, a Delnicéből Brod na Kupi felé menő 203-as út közelében fekszik.

## Története
A településnek 1857-ben 129, 1910-ben 135 lakosa volt. A trianoni békeszerződésig Modrus-Fiume vármegye Delnicei járásához tartozott. 2011-ben 16 lakosa volt.

## Lakosság
| Lakosság változása | Lakosság változása | Lakosság változása | Lakosság változása | Lakosság változása | Lakosság változása | Lakosság változása | Lakosság változása | Lakosság változása | Lakosság változása | Lakosság változása | Lakosság változása | Lakosság változása | Lakosság változása | Lakosság változása | Lakosság változása |
| ------------------ | ------------------ | ------------------ | ------------------ | ------------------ | ------------------ | ------------------ | ------------------ | ------------------ | ------------------ | ------------------ | ------------------ | ------------------ | ------------------ | ------------------ | ------------------ |
| 1857               | 1869               | 1880               | 1890               | 1900               | 1910               | 1921               | 1931               | 1948               | 1953               | 1961               | 1971               | 1981               | 1991               | 2001               | 2011               |
| 129                | 137                | 156                | 138                | 119                | 135                | 108                | 101                | 70                 | 65                 | 53                 | 45                 | 35                 | 23                 | 22                 | 16                 |

## Nevezetességei
A falu végén egy kisebb magaslaton áll a Lesnicai Miasszonyunk (Majka Božja Lesnička) tiszteletére szentelt barokk temploma. A temploma a 18. században épült, három búcsúnapját a húsvét utáni első vasárnapon, Kisasszony napján (szeptember 8.) és október első vasárnapján tartják.